# 누리로 (도로)
누리로는 세종특별자치시 한솔동 첫마을7단지아파트 앞과 풍요로운교회 앞을 잇는 도로이다.

## 주요 경유지
세종특별자치시
- (한솔동)

## 노선
| 이름         | 접속 노선                        | 소재지         | 소재지 | 비고 |
| ------------ | -------------------------------- | -------------- | ------ | ---- |
| (이름 없음)  | 국가지원지방도 제96호선 (나리로) | 세종특별자치시 | 한솔동 | 기점 |
| 한솔초등학교 |                                  | 세종특별자치시 | 한솔동 |      |
| 한솔고등학교 |                                  | 세종특별자치시 | 한솔동 |      |
| (이름 없음)  | 누리1로                          | 세종특별자치시 | 한솔동 |      |
| (이름 없음)  | 어울로1길                        | 세종특별자치시 | 한솔동 |      |
| (이름 없음)  | (도로명 없음)                    | 세종특별자치시 | 한솔동 |      |
| (이름 없음)  | 노을3로                          | 세종특별자치시 | 한솔동 |      |
| (이름 없음)  | 어울로                           | 세종특별자치시 | 한솔동 | 종점 |

## 주요 건물 및 시설
- 한솔초등학교 (세종특별자치시 누리로 32)
- 한솔고등학교 (세종특별자치시 누리로 34)